# Amcotts Moor Woman
Amcotts Moor Woman (deutsch Frau aus dem Amcotts Moor) war eine vermutlich weibliche Moorleiche aus der späten Römischen Kaiserzeit, die im Jahre 1747 in einem Moor bei der Ortschaft Amcotts in der englischen Grafschaft Lincolnshire entdeckt wurde. Von dem Fund ist lediglich der linke Bundschuh erhalten geblieben.

## Fund
Der Fundplatz liegt in einem Moor in der Nähe der Ortschaft Amcotts in dem mittlerweile trockengelegten Feuchtgebiet Isle of Axholme in North Lincolnshire, westlich des River Trent.
Im Sommer 1747 stieß ein Torfstecher beim Abgraben von Torf in etwa 6 ft (etwa 1,8 m) Tiefe mit seinem Spaten auf einen Schuh mit darin befindlichen Resten eines Fußes. Darüber erschrocken flüchtete der Mann von dem Fundplatz. Im Oktober erfuhr der lokale Historiker George Stovin aus Hurst von dem Fund und reiste mit einigen Mitarbeitern an, um den Fund zu bergen. Stovin barg den Fund und schilderte seine Beobachtungen in einem Brief an seinen Sohn. Nach seinen Beobachtungen war der Körper der Leiche derart gebeugt, dass sich Kopf und Füße beinahe berührten. Die Haut der Leiche beschrieb er als zäh und fest. Die Fußknochen wurden lose in den Bundschuhen gefunden, während die Knochen der Arme, ebenso die der Oberschenkel in der Hauthülle des Körpers vorgefunden wurden. Hände und Fingernägel waren bei der Auffindung noch gut erhalten, fast wie bei einem lebenden Menschen. Bei der Leiche wurde ein Paar Bundschuhe gefunden, von denen einer durch Spatenstiche des Finders beschädigt worden war. Bei der Auffindung soll das Leder der Schuhe noch geschmeidig und von gelbbrauner Farbe gewesen sein.

## Befunde
Die Datierung der Moorleiche in die späte Römische Kaiserzeit, etwa um 200–400 n. Chr., erfolgte typologisch aufgrund des für diese Zeit charakteristischen Schnittes der Bundschuhe. Die Geschlechtsdetermination der Leiche als weiblich erfolgte 1747 durch Stovin. Als Todesursache vermutete Stovin aufgrund der Fundlage, die Leiche soll aufrecht im Torf gesteckt haben, einen Unfalltod durch Versinken im damals sumpfigen Moor. Diese Theorie wird auch von nachfolgenden Wissenschaftlern vertreten. Wie bei vielen anderen Moorfunden vor dem 19. Jahrhundert gingen die Überreste der Leiche, teils wegen fehlender Konservierungsmöglichkeiten oder auch aus anderen Gründen, verloren. So gingen die von Stovin kurz nach der Bergung an die Royal Society nach London gesandte Hand und der rechte Schuh verloren. Jetzt ist von dem Fund lediglich der linke Bundschuh im Museum of London erhalten.